# Stenogobius ophthalmoporus
Stenogobius ophthalmoporus es una especie de pez de la familia de los Gobiidae en el orden de los Perciformes.

## Morfología
Los machos pueden llegar a alcanzar los 14,2 cm de longitud total.

## Hábitat
Es un pez de  clima tropical y demersal.

## Distribución geográfica
Se encuentra en el Japón, Taiwán, el Vietnam, las Filipinas e Indonesia.

## Observaciones
Es inofensivo para los humanos.